# Sportski centar Morača
Sportski centar Morača višenamjenska je sportska dvorana s pratećim sadržajima, predviđena za održavanje sportskih, kulturnih, poslovnih i zabavnih manifestacija.  Dvorana je izgrađena 1978. i nalazi se u novom dijelu Podgorice, s desne strane rijeke Morače po kojoj je dobila ime.

## Prostor
U unutrašnjosti dvorane nalaze se:     
- dvorana s 5700 sjedećih mjesta i 270 stajaćih mjesta
- dvorana za trening
- dvorana za borilačke vještine
- bazen
- sauna
- dvorana za stolni tenis
- poslovni prostori.

Izvan dvorane nalaze se:
- otvoreni bazeni
- teniski tereni
- košarkaški, odbojkaški i rukometni tereni.

Velika dvorana je najčešće u upotrebi jer je dom lokalnoga košarkaškog kluba Budućnost, odbojkaškoga i rukometnoga kluba.